# Harta, Bács-Kiskun
Harta (în germană Hartau) este un sat în districtul Kalocsa, județul Bács-Kiskun, Ungaria, având o populație de 3.556 de locuitori (2011).

## Demografie
Componența etnică a satului Harta
     Maghiari (76,64%)
     Germani (19,11%)
     Romi (3,3%)
     Necunoscut (0,39%)
     Alții (0,56%)
Componența confesională a satului Harta
     Romano-catolici (29,27%)
     Luterani (25,48%)
     Reformați (13,47%)
     Fără religie (12,46%)
     Necunoscută (18,14%)
     Alte religii (2,31%)
Conform recensământului din 2011, satul Harta avea 3.556 de locuitori. Din punct de vedere etnic, majoritatea locuitorilor (76,64%) erau maghiari, existând și minorități de germani (19,11%) și romi (3,3%). Apartenența etnică nu este cunoscută în cazul a 0,39% din locuitori. Nu există o religie majoritară, locuitorii fiind romano-catolici (29,27%), luterani (25,48%), reformați (13,47%) și persoane fără religie (12,46%). Pentru 18,14% din locuitori nu este cunoscută apartenența confesională.